# Mistrovství světa v ledním hokeji žen 2022 (Divize I)
Mistrovství světa v ledním hokeji žen 2022 (Divize I) byl mezinárodní hokejový turnaj pořádaný Mezinárodní hokejovou federací.
Turnaj skupiny A se konal ve francouzském Angers od 24. do 30. dubna 2022 a turnaj skupiny B v polských Katovicích od 8. do 14. dubna 2022.
Poté, co byl turnaj v předchozích dvou letech kvůli pandemii covidu-19 zrušen, zůstaly všechny týmy ve svých divizích.

## Skupina A

### Účastníci
| Tým        | Kvalifikace                                        |
| ---------- | -------------------------------------------------- |
| Francie    | Pořadatel, 10. místo v elitní divizi 2019 a sestup |
| Norsko     | 3. místo v Divizi I A 2019                         |
| Rakousko   | 4. místo v Divizi I A 2019                         |
| Slovensko  | 5. místo v Divizi I A 2019                         |
| Nizozemsko | 1. místo v Divizi I B 2019 a postup                |

### Tabulka
|  | Postupující do elitní divize |

| Poř. | Tým        | Z | V | VP | PP | P | GV | GI | +/- | B  |
| ---- | ---------- | - | - | -- | -- | - | -- | -- | --- | -- |
| 1.   | Francie    | 4 | 3 | 0  | 1  | 0 | 14 | 5  | +9  | 10 |
| 2.   | Norsko     | 4 | 2 | 0  | 1  | 1 | 13 | 10 | +3  | 7  |
| 3.   | Slovensko  | 4 | 2 | 0  | 0  | 2 | 7  | 8  | -1  | 6  |
| 4.   | Rakousko   | 4 | 0 | 3  | 0  | 1 | 10 | 8  | +2  | 6  |
| 5.   | Nizozemsko | 4 | 0 | 0  | 1  | 3 | 4  | 17 | -13 | 1  |

### Zápasy
Všechny časy jsou místní (UTC+2).
| 24. dubna 2022 16:00 | Nizozemsko | 1:2 po s.n. (0:0, 0:1, 1:0 - 0:0) | Rakousko | Angers IceParc, Angers Návštěvnost: 1 015 |  |

| 24. dubna 2022 19:30 | Slovensko | 1:2 (1:1, 0:1, 0:0) | Norsko | Angers IceParc, Angers Návštěvnost: 730 |  |

| 25. dubna 2022 16:00 | Norsko | 7:1 (2:1, 3:0, 2:0) | Nizozemsko | Angers IceParc, Angers Návštěvnost: 634 |  |

| 25. dubna 2022 19:30 | Francie | 4:0 (2:0, 1:0, 1:0) | Slovensko | Angers IceParc, Angers Návštěvnost: 1 894 |  |

| 27. dubna 2022 16:00 | Norsko | 3:4 po prodl. (0:2, 3:0, 0:1 - 0:1) | Rakousko | Angers IceParc, Angers Návštěvnost: 993 |  |

| 27. dubna 2022 19:30 | Francie | 4:1 (1:0, 2:1, 1:0) | Nizozemsko | Angers IceParc, Angers Návštěvnost: 2 468 |  |

| 28. dubna 2022 16:00 | Slovensko | 4:1 (0:0, 2:1, 2:0) | Nizozemsko | Angers IceParc, Angers Návštěvnost: 423 |  |

| 28. dubna 2022 19:30 | Rakousko | 3:2 po prodl. (0:1, 2:0, 0:1 - 1:0) | Francie | Angers IceParc, Angers Návštěvnost: 2 310 |  |

| 30. dubna 2022 16:00 | Rakousko | 1:2 (0:1, 1:1, 0:0) | Slovensko | Angers IceParc, Angers Návštěvnost: 940 |  |

| 30. dubna 2022 19:30 | Francie | 4:1 (1:0, 2:0, 1:1) | Norsko | Angers IceParc, Angers Návštěvnost: 3 586 |  |

## Skupina B

### Účastníci
| Tým         | Kvalifikace                           |
| ----------- | ------------------------------------- |
| Itálie      | 6. místo v Divizi I A 2019 a sestup   |
| Jižní Korea | 2. místo v Divizi I B 2019            |
| Polsko      | Pořadatel, 3. místo v Divizi I B 2019 |
| Čína        | 4. místo v Divizi I B 2019            |
| Kazachstán  | 5. místo v Divizi I B 2019            |
| Slovinsko   | 1. místo v Divizi II A a postup       |

### Tabulka
|  | Postupující do skupiny I A |

| Poř. | Tým         | Z | V | VP | PP | P | GV | GI | +/- | B  |
| ---- | ----------- | - | - | -- | -- | - | -- | -- | --- | -- |
| 1.   | Čína        | 5 | 5 | 0  | 0  | 0 | 38 | 9  | +29 | 15 |
| 2.   | Polsko      | 5 | 3 | 1  | 0  | 1 | 16 | 13 | +3  | 11 |
| 3.   | Itálie      | 5 | 2 | 0  | 1  | 2 | 11 | 15 | -4  | 7  |
| 4.   | Kazachstán  | 5 | 2 | 0  | 0  | 3 | 10 | 11 | -1  | 6  |
| 5.   | Jižní Korea | 5 | 1 | 0  | 0  | 4 | 5  | 15 | -10 | 3  |
| 6.   | Slovinsko   | 5 | 1 | 0  | 0  | 4 | 6  | 23 | -17 | 3  |

### Zápasy
Všechny časy jsou místní (UTC+2).
| 8. dubna 2022 13:00 | Slovinsko | 3:1 (2:0, 0:1, 1:0) | Itálie | Jantor Arena, Katovice Návštěvnost: 50 |  |

| 8. dubna 2022 16:30 | Čína | 5:0 (1:0, 1:0, 3:0) | Jižní Korea | Jantor Arena, Katovice Návštěvnost: 100 |  |

| 8. dubna 2022 20:00 | Kazachstán | 1:3 (1:1, 0:2, 0:0) | Polsko | Jantor Arena, Katovice Návštěvnost: 511 |  |

| 9. dubna 2022 13:00 | Jižní Korea | 1:5 (0:2, 0:3, 1:0) | Kazachstán | Jantor Arena, Katovice Návštěvnost: 102 |  |

| 9. dubna 2022 16:30 | Itálie | 3:6 (0:3, 2:1, 1:2) | Čína | Jantor Arena, Katovice Návštěvnost: 129 |  |

| 9. dubna 2022 20:00 | Polsko | 4:0 (0:0, 2:0, 2:0) | Slovinsko | Jantor Arena, Katovice Návštěvnost: 729 |  |

| 11. dubna 2022 13:00 | Slovinsko | 2:14 (1:2, 1:9, 0:3) | Čína | Jantor Arena, Katovice Návštěvnost: 30 |  |

| 11. dubna 2022 16:30 | Itálie | 1:0 (0:0, 1:0, 0:0) | Kazachstán | Jantor Arena, Katovice Návštěvnost: 89 |  |

| 11. dubna 2022 20:00 | Jižní Korea | 1:2 (1:1, 0:1, 0:0) | Polsko | Jantor Arena, Katovice Návštěvnost: 606 |  |

| 12. dubna 2022 13:00 | Čína | 6:2 (3:1, 1:1, 2:0) | Kazachstán | Jantor Arena, Katovice Návštěvnost: 22 |  |

| 12. dubna 2022 16:30 | Jižní Korea | 2:1 (1:0, 1:1, 0:0) | Slovinsko | Jantor Arena, Katovice Návštěvnost: 75 |  |

| 12. dubna 2022 20:00 | Polsko | 5:4 po prodl. (0:1, 2:1, 2:2 - 1:0) | Itálie | Jantor Arena, Katovice Návštěvnost: 597 |  |

| 14. dubna 2022 13:00 | Itálie | 2:1 (1:0, 0:0, 1:1) | Jižní Korea | Jantor Arena, Katovice Návštěvnost: 40 |  |

| 14. dubna 2022 16:30 | Kazachstán | 2:0 (1:0, 1:0, 0:0) | Slovinsko | Jantor Arena, Katovice Návštěvnost: 30 |  |

| 14. dubna 2022 20:00 | Polsko | 2:7 (0:6, 2:0, 0:1) | Čína | Jantor Arena, Katovice Návštěvnost: 729 |  |